# Tauró de grans dents
El tauró de grans dents o megalodont (Carcharodon megalodon) fou un tauró gegant prehistòric i, segons les estimacions que es donin per bones, el peix carnívor més gros de la història de la Terra. Visqué fa entre 20 i 1,6 milions d'anys, tot i que s'han suggerit dates d'extinció més tardanes.
Es coneix únicament per nombroses dents fòssils i algunes vèrtebres i esquelets parcials trobats al Carib. Les dents són, en molts aspectes, similars a les del tauró blanc actual, però amb una mida que pot superar els 17,5 cm de llargària, per la qual cosa se sol considerar l'existència d'un estret parentiu entre ambdues espècies. Tot i això, alguns investigadors opinen que les similituds entre les dents d'ambdós animals són producte d'un procés d'evolució convergent.
Alguns són del parer que el tauró de grans dents arribava a fer 17 o 18 metres, però alguns estudis i vídeos han revelat que la major part feia de 18 a 23 metres i el més gros aproximadament 30 metres.